# EXID
EXID (en hangul, 이엑스아이디; abreviación de Exceed in Dreaming) es un grupo femenino surcoreano creado por AB Entertainment en 2012. Hicieron su debut, con seis miembros, en febrero de 2012, con el sencillo «Whoz That Girl». Su primer EP, Hippity Hop, fue publicado en agosto de 2012, con poco éxito. El grupo ganó éxito luego de su sencillo en 2014 «Up & Down», que aunque no se posicionó en el top de ninguna lista en la fecha de su lanzamiento, alcanzó el primer puesto en la lista de sencillos de Gaon Chart cuatro meses después de su lanzamiento, al viralizarse un vídeo de una de sus presentaciones grabada por un fanático. EXID lanzó su segundo EP, Ah Yeah, en abril de 2015, y obtuvo mucho éxito comercial. Su primer álbum de estudio, Street, fue lanzado en junio de 2016. En enero de 2020 anunciaron que se tomaban un descanso temporal, pero regresaron en 2022 y siguen activas hasta el día de hoy.

## Historia

### 2011: Predebut
En mayo de 2011, el conocido productor surcoreano Shinsadong Tiger y el sello AB Entertainment estuvo en busca de candidatas de JYP Entertainment para formar un nuevo grupo, y U Ji fue la primera en unirse, cuando un grupo de JYP Entertainment falló en su debut. U Ji contactó a las otras candidatas, Hani, Haeryung y Jeonghwa para audicionar para AB Entertainment, y las tres fueron subsecuentemente aceptadas en la agencia. El grupo añadió un quinto miembro cuando Shinsadong Tiger descubrió a Elly, una letrista y rapera underground quien se presentaba bajo el nombre de Elly. Dami, otra recluta de AB, fue el sexto miembro del grupo, y el último en añadirse. Originalmente, el nombre del grupo era "WT", un acrónimo para "Who's That", pero el grupo cambió su nombre a EXID pocos meses antes de su debut. En diciembre de 2011, Elly participó, junto a la actuación de Jeonghwa, en el sencillo del rapero surcoreano Huh Gak «Whenever You Play That Song», la cual se posicionó en varias listas de música. El debut de EXID fue fechado para ser en enero de 2012, pero el mismo fue postergado a febrero al LE lastimarse una pierna en un ensayo. El 3 de febrero de 2012, AB Entertainment anunció que EXID debutaría con el sencillo «Whoz That Girl». Subsecuentemente, avances en vídeo de los miembros practicando sus presentaciones en solitario fueron publicadas en línea.
El plantel final de EXID fue anunciado por AB Entertainment el 8 de febrero de 2012. Las chicas comentaron: "Estamos poniendo todas nuestras fuerzas en la preparación de la primera presentación de EXID que será el 16 de febrero. Serán capaces de sentir los encantos únicos de Shinsadong a través de este grupo femenino."

### 2012: Debut, cambio de miembros, yHippity Hop
EXID lanzó su primer sencillo, «Whoz That Girl», del álbum de sencillo digital Holla, el 16 de febrero de 2012. Su presentación debut fue en programa de televisión M Countdown, y luego hicieron otras presentaciones en Show! Music Core e Inkigayo. Su sencillo debut «Whoz That Girl» se posicionó en el #36 de la Gaon Singles Chart, y vendió 840,000 copias digitales.

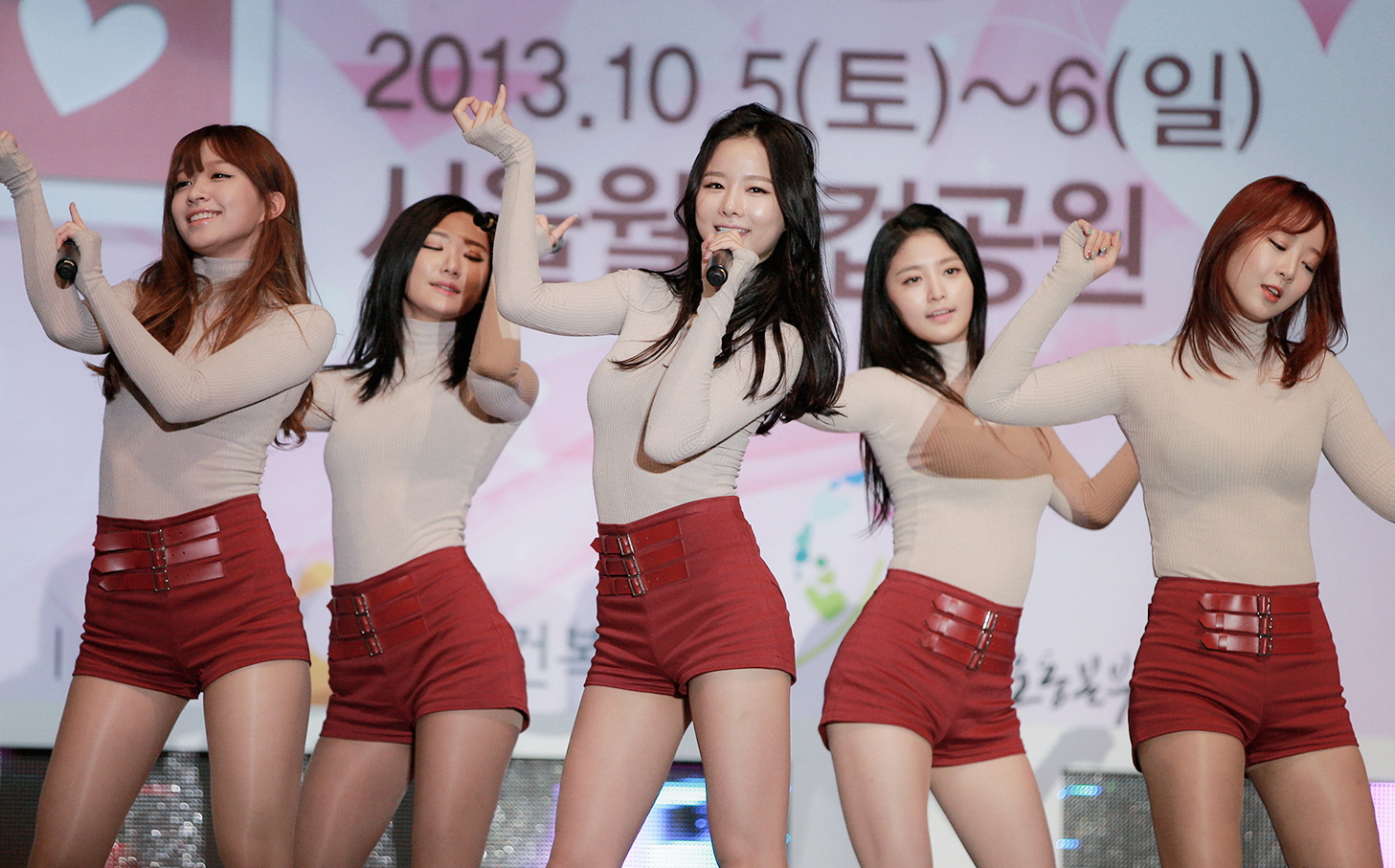
Segundo y actual plantel de EXID en concierto, en octubre de 2013.

En abril de 2012, AB Entertainment anunció la retirada de las miembros U Ji, Dami y Haeryung, en este anuncio se dijo que U Ji y Dami abandonaron en grupo para centrarse en sus estudios, mientras que la retirada de Haeryung fue para seguir su carrera de actriz, aunque tiempo más tarde, estas tres chicas, junto a Da Hye, formarían el grupo Bestie, bajo el sello de YNB Entertainment. Las chicas fueron reemplazadas por Solji, la exvocalista del grupo 2NB, y Hyerin, la cual formaba parte de los miembros originales de EXID antes de que fuera descartada. Con el nuevo plantel, EXID volvió a los escenarios en agosto de 2012. con su segundo sencillo, «I Feel Good», de su primer EP, Hippity Hop. Hippity Hop debutó en el puesto 13 en la Gaon Album Chart, vendiendo 1,500 copias. EXID lanzó el sencillo digital «Every Night» en octubre del mismo año. Esta canción es una versión alternada de la canción de Le, «Phone Call», la cual fue grabada en su EP debut. «Every Night» debutó en el puesto 43 en la Gaon Singles Chart, vendiendo 105,000 copias digitales.
El 11 de octubre de 2012, EXID publicó la canción «Hey Boy», como parte de la banda sonora del sitcom de la MBC, The Thousandth Man. La canción es la versión femenina de la canción de B1A4, «Hey Girl». El productor, Shinsadong Tiger, remasterizó la canción en un "estilo reggae" para crear un enfoque algo diferente al de la canción original. Fue revelado el 30 de noviembre del mismo año que EXID, junto a Big Star y D-Unit, lanzarían un álbum en conjunto, en adición a un espectáculo especial a finales del año. El concierto, titulado "The Bugs Show Vol. 1", fue celebrado el 22 de diciembre de 2012 en el V-Hall, en Hongdae, Seúl. El 6 de diciembre, EXID ganó el premio a mejores artistas novatas en la 20° edición de los Korea Culture & Entertainment Awards.

### 2013-2014: Dasoni, «Up & Down» e incremento de popularidad
En febrero de 2013, EXID lanzó el sencillo «Up & Down», de la banda sonora de la película Incarnation of Money. Fue anunciado poco tiempo después que las miembros Hani y Solji formarían una subunidad llamada "Dasoni". La misma lanzó su sencillo debut «Goodbye» el 15 de febrero de 2013, siendo el lado B del sencillo la canción «Said so Often». Por su parte, LE participó junto a Junhyung de Beast y Feeldog de Big Star en el lanzamiento del sencillo «You Got Some Nerve (어이없네)», producida por Brave Brothers, el cual llamó mucho la atención por su letra explícita y su clasificación para mayores de edad.

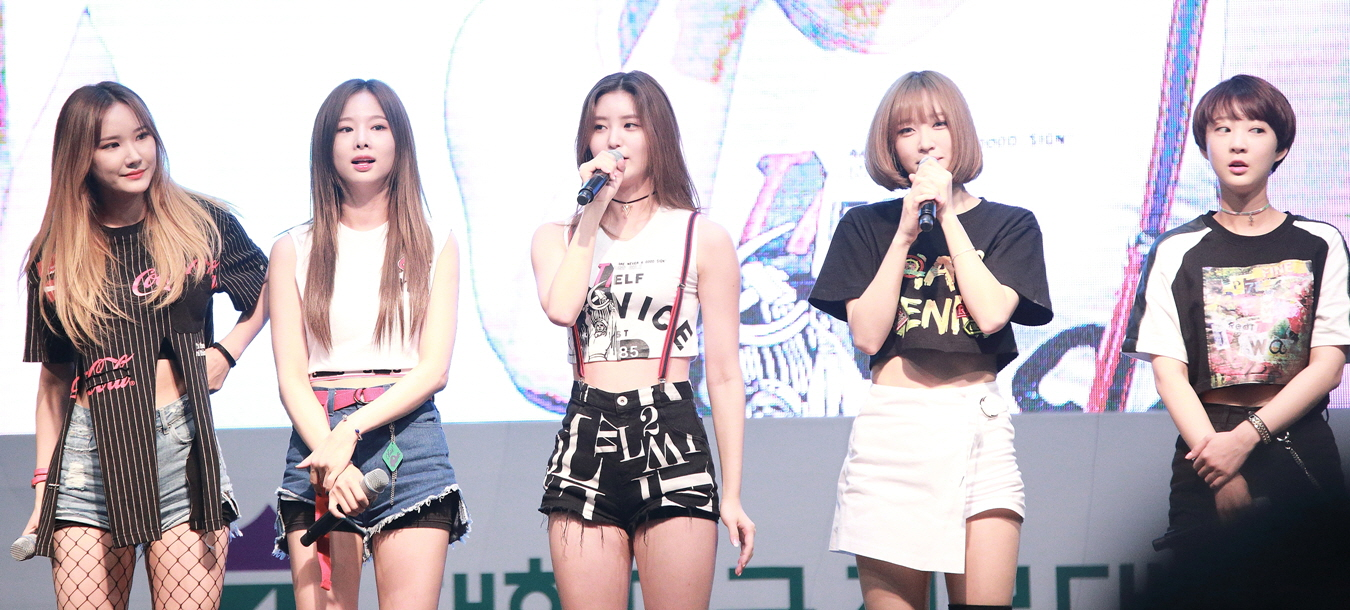
EXID en diciembre de 2014.

En junio de 2014, se anunció que EXID firmó un contrato exclusivo con Yedang Entertainment, y estaban preparando un comeback en colaboración con su productor Shinsadong Tiger. El 24 de agosto, EXID presentó su comeback en el Ilchi Art Hall en Cheongdam-dong, Seúl, interpretando su nuevo sencillo, «Up & Down». El mismo fue lanzado el 27 de agosto y tuvo muy poco éxito, ni siquiera entrando en el top 100 de la Gaon Chart; aunque consiguió el puesto #94 en la lista doméstica. Sin embargo, la canción lentamente ganó popularidad a principios de octubre, luego de que un fan grabara un vídeo de Hani cantando la canción y éste se viralizara en las redes sociales surcoreanas. El video tiene más de 23 millones de visitas hasta la fecha. Esto llevó a la canción a volver a las listas de música, finalmente alcanzando el top 10 en listas de tiempo real y liderando la Gaon Chart. Debido al éxito del vídeo, EXID fue invitado nuevamente a promover la canción el escenario sin importar el hecho de que sus presentaciones habían terminado hace meses. Debido a este éxito, EXID volvió a varios programas de música para promover «Up & Down». La canción fue luego nominada para un premio por el primer puesto en Show! Music Core, Inkigayo y M Countdown, donde ganaron su primer show musical desde su debut el 8 de enero de 2014. El grupo ganó un segundo premio en Music Bank de KBS el 9 de enero, y un tercero en Inkigayo, de SBS, el 11 de enero de 2015. El sencillo finalmente lograría alcanzar el puesto 77 en la Gaon Album Chart anual del 2014. En 2016, Dasoni cambiaría su nombre a SoljiHani.

### 2015:Ah Yeahy «Hot Pink»
En febrero de 2015, Solji partició en el episodio piloto del programa de competición de canto de la MBC, King of Mask Singer. Se convirtió en la primera ganadora del show, lo cual llamó mucho la atención de exid. El 6 de abril, se subió un tráiler en la cuenta oficial de EXID, mostrando varias imágenes censuradas de las integrantes en distintas tomas del vídeo, esto llamó mucho la atención de las personas, haciéndoles creer que el videoclip sería explícito. El 12 de abril, el vídeo musical de la canción «Ah Yeah», del segundo EP de EXID, fue publicado, y EXID no tardó en explicar el verdadero significado del videoclip, tomando a la censura como un medio para criticar el modo tan excesivo de la misma en Corea del Sur, la cual se aplica a varios videoclips protagonizados por artistas femeninos al mostrar una imagen considerada erótica. El grupo consiguió el primer lugar con «Ah Yeah» en los episodios del 26 de abril y el 3 de mayo de Inkigayo de la SBS, al igual que en los episodios del 29 de abril y el 6 de mayo de Show Champion.
En mayo, el grupo hizo su primera presentación en Estados Unidos, en el Korean Music Festival en Los Ángeles, California. En julio, EXID consiguió su propia temporada en el reality show de MBC Every 1, Showtime. Ese mismo mes, Jeonghwa también hizo su debut de actriz, como la protagonista femenina en Webtoon Hero Toondra Show, también de la MBC Every 1.
El 7 de noviembre, EXID ganó el MBC Music Star Award en la séptima entrega de los MelOn Music Awards, en 2015. El videoclip de «Hot Pink» fue lanzado el 17 de noviembre. «Hot Pink» fue nominado para un premio por el primer puesto en varios programas musicales. El grupo recibió su primer premio por «Hot Pink» el 25 de noviembre en Show Champion, y el segundo el 6 de diciembre, en Inkigayo.
Hani y Solji anunciaron el posible regreso de su subgrupo, aunque todavía no se ha anunciado ninguna fecha para el presunto comeback.

### 2016:Street, debut en China y enfermedad de Solji

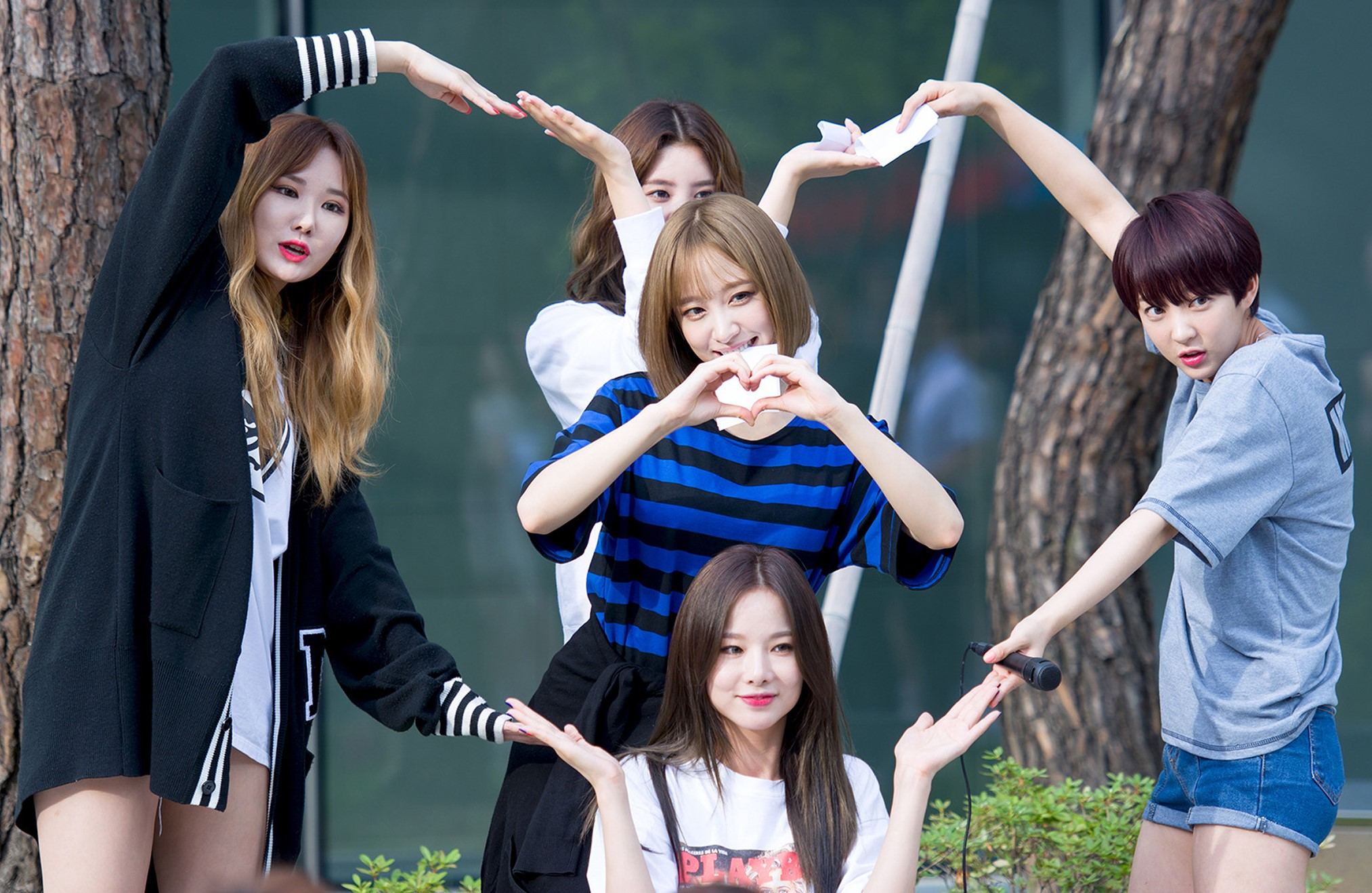
EXID durante un fanmeet en Show! Music Core, el 2 de julio de 2016.

El 1 de junio de 2016, el grupo lanzó su primer LP, titulado Street, con el sencillo principal «L.I.E». El LP incluye trece canciones en total, muchas de las cuales fueron escritas y/o compuestas por LE. El primer álbum de estudio de EXID también incluye a «Hello», una canción en solitario de la vocalista principal, Hani, y «3%», una canción en solitario de Solji. El álbum alcanzó el puesto #2 en Corea del Sur, en la Gaon Album Chart, mientras que «L.I.E» consiguió el #5 en la lista de sencillos. El 8 de junio, EXID ganó el primer lugar en Show Champion con «L.I.E» y, tiempo después, ganaron también los primeros lugares en Inkigayo y The Show. Street se posicionó en el número 9 en la Billboard World Albums, siendo ésta la mejor posición en listas del grupo hasta la publicación de su tercer EP, Eclipse.
El 20 de diciembre de 2016, EXID lanzó su primer sencillo en chino, «Cream», en QQ Music y YinYueTai, el cual alcanzó el puesto número 6 en la Billboard China V Chart. Sin embargo, un día después, Banana Culture  anunció que Solji había sido diagnosticada con hipertiroidismo, y que pararía todas sus actividades para la temporada de premios de 2016-17, mientras que las otras cuatro miembros restantes continuarían. El 10 de enero de 2017, el grupo lanzó su segundo sencillo en chino, la versión en dicho idioma de «Up & Down (上下 Shàngxià)». En el mismo día de su lanzamiento, una versión editada del videoclip de «Up & Down (上下)» fue subida a YouTube y la original fue removida. Varios fanáticos chinos encontraron al baile de EXID en la Ciudad Prohibida el ser inapropiado, mientras que otros opinaron que era completamente normal.

### 2017-2020:EclipseyFull Moon
El 17 de marzo de 2017, EXID se presentó en la Arena Ciudad de México, durante la KCON de 2017 en Azcapotzalco, en donde Hani realizó un cover de la canción «Ecos de amor», del dúo mexicano Jesse & Joy.
En cuanto al comeback, y debido a los problemas de salud de Solji, el regreso del grupo fue pospuesto hasta abril. Banana Culture anunció en marzo que EXID volvería con las cuatro miembros restantes mientras que Solji se recuperaba de su hipertiroidismo. El 10 de abril, EXID oficialmente lanzó su tercer EP, Eclipse, con su sencillo principal, «Night Rather Than Day». El álbum lideró la lista de álbumes de iTunes en Vietnam, y se colocó en el segundo puesto en la misma lista de Hong Kong, y alcanzó el top diez en Singapur, Malasia y Taiwán. Eclipse debutó en el número 4 en la Billboard World Albums, transformándose este en la mejor posición en listas del grupo hasta la fecha. El 25 de abril, EXID ganó el primer lugar en The Show con «Night Rather Than Day». Esto fue seguido por su segunda victoria en Show Champion el día siguiente, y otra victoria en The Show el 2 de mayo de 2017.
Una gira de EXID por Asia comenzó en Hong Kong el 17 de julio, y visitó un total de cuatro ciudades asiáticas, incluidas en Singapur y Taiwán. Solji se reunió con el grupo durante el concierto en Seúl, el 12 de agosto.
El cuarto EP de EXID, Full Moon se publicó el 7 de noviembre, marcando el fin del largo hiato de Solji. Solji participó en la grabación del álbum, pero no apareció en los videos musicales u otras promociones relacionadas con el sencillo principal del álbum, «DDD (덜덜덜)». El sencillo fue considerado no apto para ser transmitido en los programas de música de KBS debido al lenguaje obsceno, antes de haber un cambio en su letra para complacer las normas de transmisión.

## Integrantes
| Nombre artístico | Nombre artístico | Nombre real    | Nombre real | Fecha de nacimiento               | Lugar de nacimiento                            | Posición                                                             |
| Romanización     | Hangul           | Romanización   | Hangul      | Fecha de nacimiento               | Lugar de nacimiento                            | Posición                                                             |
| ---------------- | ---------------- | -------------- | ----------- | --------------------------------- | ---------------------------------------------- | -------------------------------------------------------------------- |
| Solji            | 솔지             | Heo Sol Ji     | 허솔지      | 10 de enero de 1989 (36 años)     | Seongnam, Provincia de Gyeonggi, Corea del Sur | Líder, vocalista principal, bailarina                                |
| Elly             | 엘리             | Ahn Hyo Jin    | 안효진      | 10 de diciembre de 1991 (33 años) | Cheonan, Corea del Sur                         | Rapera principal, bailarina                                          |
| Hani             | 하니             | Ahn Hee Yeon   | 안희연      | 1 de mayo de 1992 (33 años)       | Seúl, Corea del Sur                            | Vocalista, bailarina, imagen del grupo                               |
| Hyerin           | 혜린             | Seo Hye Rin    | 서혜린      | 23 de agosto de 1993 (31 años)    | Gwangju, Corea del Sur                         | Vocalista, bailarina                                                 |
| Jeonghwa         | 정화             | Park Jeong Hwa | 박정화      | 8 de mayo de 1995 (30 años)       | Anyang, Corea del Sur                          | Sub-vocalista, bailarina principal, rapera ocasional, visual, maknae |

| Exintegrantes    | Exintegrantes    | Exintegrantes | Exintegrantes | Exintegrantes                     | Exintegrantes                          | Exintegrantes                   |
| Nombre artístico | Nombre artístico | Nombre real   | Nombre real   | Fecha de nacimiento               | Lugar de nacimiento                    | Posición                        |
| Romanización     | Hangul           | Romanización  | Hangul        | Fecha de nacimiento               | Lugar de nacimiento                    | Posición                        |
| ---------------- | ---------------- | ------------- | ------------- | --------------------------------- | -------------------------------------- | ------------------------------- |
| Dami             | 다미             | Kang Hye Yeon | 강혜연        | 8 de diciembre de 1990 (34 años)  | Jeju, Provincia de Jeju, Corea del Sur | Vocalista líder y bailarina     |
| U Ji             | 유지             | Jung Yu Ji    | 정유지        | 2 de enero de 1991 (34 años)      | Seúl, Corea del Sur                    | Vocalista principal y bailarina |
| Haeryung         | 해령             | Na Hae Ryung  | 나해령        | 11 de noviembre de 1994 (30 años) | Bucheon, Corea del Sur                 | Sub-vocalista y bailarina       |

## Discografía

### Álbumes de estudio
- 2016: Street
- 2019: TROUBLE
- 2020: B.L.E.S.S.E.D

### EP
- 2012: Hippity Hop
- 2015: Ah Yeah
- 2017: Eclipse'
- 2017: Full Moon
- 2018: UP&DOWN (Japanese Edition)
- 2019: WE
- 2022: X

## Filmografía

### Programas de variedades
| Año  | Programa             | Notas                                  |
| ---- | -------------------- | -------------------------------------- |
| 2017 | I Can See Your Voice | Ep. #9 - invitadas (todas menos Solji) |